# Ambientalismo dos pobres
O ambientalismo dos pobres é um movimento social que surge de conflitos ambientais quando pessoas empobrecidas lutam contra interesses estatais ou privados que ameaçam seus meios de subsistência, saúde, soberania e cultura. Parte do movimento de justiça ambiental global, difere do ambientalismo convencional ao enfatizar questões de justiça social em vez de enfatizar a conservação e a ecoeficiência. Está se tornando uma força cada vez mais importante para a sustentabilidade global.
O ambientalismo dos pobres inclui uma miríade de movimentos ambientais no Sul global que são surpreendentemente sub-representados no discurso do ambientalismo convencional. No entanto, as pessoas empobrecidas envolvidas em conflitos locais estão se tornando mais conscientes do movimento global de justiça ambiental, e as redes transnacionais de justiça ambiental permitem que esses defensores ambientais potencialmente alavanquem o apoio internacional para suas lutas.

## Fundo

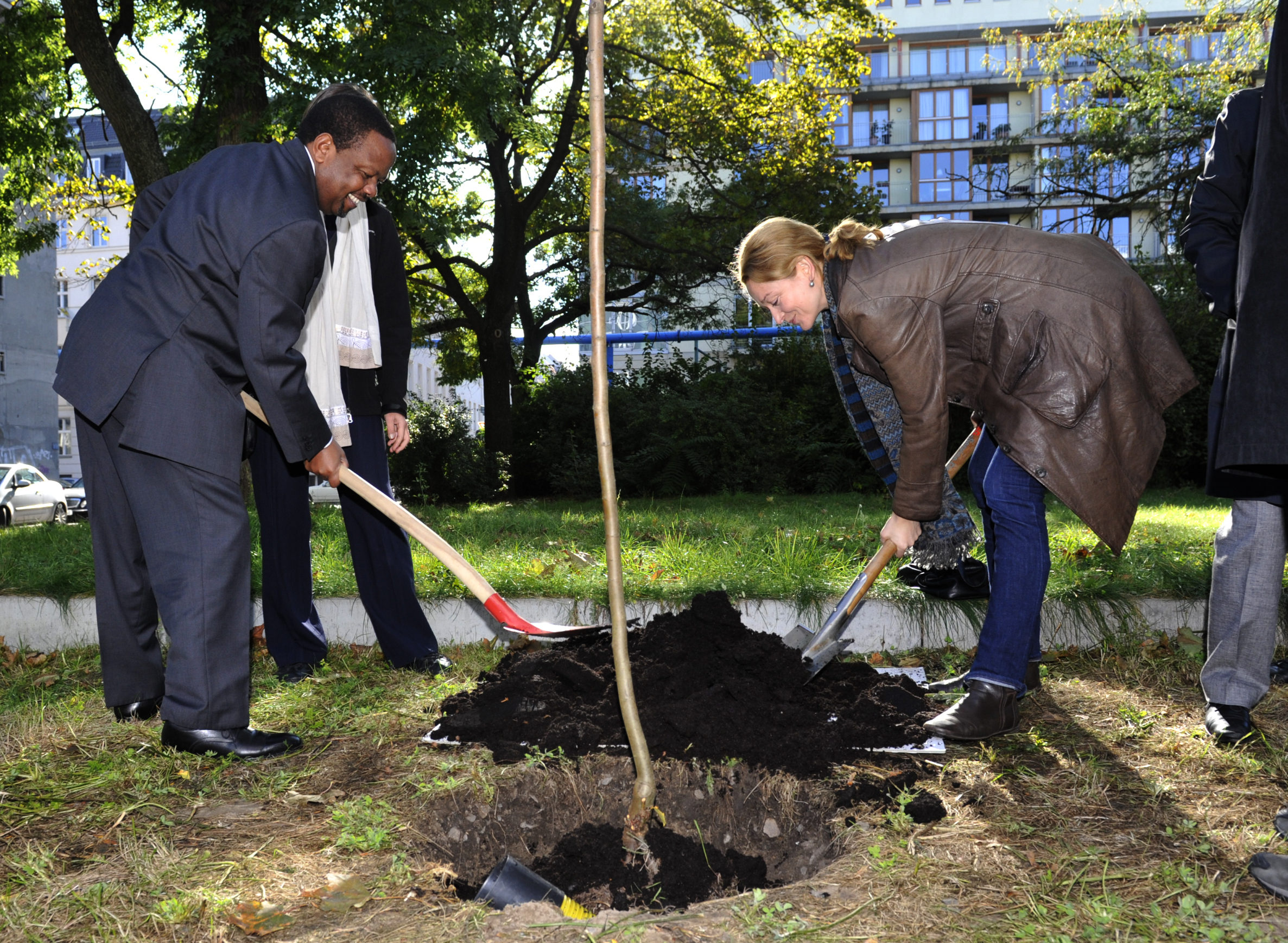
Em outubro de 2011, o embaixador do Quênia na Alemanha, Ken Osinde, plantou uma árvore em homenagem a Wangari Maathai do Green Belt Movement no jardim do escritório da Fundação Heinrich Böll em Berlim.

Em 1988, o historiador peruano Alberto Flores Galindo sugeriu o termo “ambientalismo dos pobres” para descrever os movimentos de resistência camponesa eco-socialista. Em 1997, Joan Martinez-Alier e Ramachandra Guha contrastaram esses movimentos com o 'ambientalismo de barriga cheia' (pós-materialista) do Norte global e traçaram paralelos entre o 'ambientalismo dos pobres' rural e do terceiro mundo e o movimento de justiça ambiental mais urbano surgido nos Estados Unidos.
Em seu livro de 2002, Environmentalism of the Poor, Martinez-Alier descreve três correntes diferentes dentro do ambientalismo: o 'culto à natureza selvagem' (tradução de 'Cult of Wilderness') associado ao movimento de conservação e pessoas como John Muir; o posterior 'evangelho da ecoeficiência' que promove o desenvolvimento sustentável e parte da ideia de que problemas ecológicos são oriundos da falta de descobertas e avanços tecnológicos; e um crescente movimento de justiça ambiental ou 'ambientalismo dos pobres' que enfatiza a justiça social e a proteção da terra para uso das pessoas marginalizadas. Martinez-Alier baseia-se na ecologia política e na economia ecológica para criar uma base teórica para um movimento de justiça ambiental global que surge de conflitos ambientais locais.
Dessas três correntes dentro do ambientalismo, o crescente ambientalismo dos pobres pode ser a força mais forte para a sustentabilidade. Isso contraria ideias bem estabelecidas sobre sustentabilidade: o ambientalismo tem sido frequentemente visto como o domínio das sociedades afluentes do Norte global, porque as pessoas pobres não estão interessadas em preocupações ambientais. Por exemplo, o Relatório Brundtland concluiu que a pobreza é um dos motores mais importantes da degradação ambiental; o cientista político Ronald Inglehart também argumentou que as sociedades afluentes são mais propensas a proteger a natureza. Da mesma forma, as curvas de Kuznets associam melhorias ambientais com maior renda per capita, implicando que a cura para a degradação ambiental é mais crescimento. No entanto, o ambientalismo dos pobres aponta para numerosos estudos de caso em que os pobres protegem o meio ambiente contra interesses poderosos, a fim de defender seus meios de subsistência e culturas.
As pessoas pobres que protegem seus meios de subsistência estão muitas vezes do lado da conservação e do ambiente limpo, embora possam não afirmar ser ambientalistas e possam usar outra linguagem para descrever suas agendas As pessoas resistirão à destruição ambiental que ameaça seus meios de subsistência, cultura e perspectivas de sobrevivência, mesmo que não estejam interessadas em proteger a natureza por si mesma. A s ecológica observa que valores como soberania e sacralidade podem ser incomensuráveis com as avaliações econômicas clássicas: pode não ser possível atribuir valores monetários aos custos externalizados da extração de recursos, como perda de locais sagrados ou danos às gerações futuras. O ambientalismo dos pobres é, portanto, em parte, uma luta para controlar a linguagem de avaliação aplicada aos custos e benefícios da extração de recursos, gentrificação e outros processos que ameaçam o uso de suas terras pelos pobres.

### Ecofeminismo

Ecofeminismo

A liderança feminina é comum ao ambientalismo dos pobres, criando interseções com o ecofeminismo. As mulheres têm mais frequentemente papéis sociais que as colocam em contato direto com a natureza, como buscar água, cultivar, cuidar de animais, coletar etc. Em ambientes urbanos, as mulheres são mais propensas a tomar medidas contra o despejo de lixo ou outra poluição, mesmo que as hierarquias de gênero impeçam sua participação. Exemplos notáveis de ambientalismo dos pobres liderados por mulheres ativistas são o movimento Chipko na Índia e o Movimento Cinturão Verde do Quênia.

### Ecologismo Nacional
O Ecologismo nacional, como vertente do ambientalismo dos pobres, estuda a partir de sua essência, as complexas relações entre a população nativa, a ocupação territorial, os assentamentos humanos e o movimento ecologista. Em síntese, na época em que esse movimento ganhava destaque, durante a década de 1990.A sua relação com a economia e as trocas físicas que cruzam a fronteira entre o sistema ecológico total e o subsistema econômico constituem a matéria-prima da macroeconomia ambiental. Onde examina as influências das relações econômicas sobre o ecologismo desses grupos, destacando conflitos significativos, como o caso do vazamento do petróleo durante a extração que impacta a vida marinha e causa danos às populações que utilizam o meio como método de vida.

### Movimento global
Estudiosos de ecologia política e organizações de justiça ambiental estão apontando para um movimento global de justiça ambiental liderado por defensores ambientais dos pobres globais. Movimentos locais precisam de apoio internacional para desafiar grandes corporações transnacionais, e o ambientalismo dos pobres precisaria de influência global para afetar questões globais como a crise de extinção e as mudanças climáticas.
Cada vez mais, os conflitos locais estão encontrando apoio internacional e influência mais ampla. Por exemplo, a luta contra a Barragem de Tipaimukh na Índia teve origem em pessoas pobres cuja fonte de água estava ameaçada, e esse conflito tornou-se um movimento de resistência dinâmico e internacional. Da mesma forma, a luta de Chico Mendes, no Brasil, demandava uma floresta amazônica de propriedade comum entre povos indígenas e seringueiros, em contraste com a expansão do capital privado. Redes internacionais como a Oilwatch também surgiram da ação direta de indígenas que lutam contra a exploração de petróleo em lugares como o delta do Níger, Colômbia e Peru.
No intuito de promover apoio internacional, pesquisadores do ICTA-UAB catalogam conflitos de justiça ambiental para consulta, em um mapa disponível em diversos idiomas, alimentado por organizações ao redor do mundo. O EJ Atlas (Environmental Justice Atlas) é um repositório de matérias jornalísticas a respeito de conflitos locais em comunidades ao redor do mundo, que visa criar um panorama de conflitos e servir de base para posteriores estudos de caso e estatísticos.